# Коридорас блискучий
Коридорас блискучий (Corydoras splendens) — прісноводний вид риб з роду Коридорас родини Панцирні соми ряду сомоподібні, що поширений у Південній Америці. Утримують також в акваріумах. Інші назви — коридорас смарагдовий, брохіс зелений.

## Опис
Завдовжки сягає 6,1 см. Спостерігається статевий диморфізм: самиця більша за самця. Вигляд брутальний, потужний. Голова велика. Очі середнього розміру. Є 3 пари коротких вусів. Рот помірно широкий, пристосований для захоплення їжі з дна. Тулуб до рівня спинного плавця високий, до хвостового плавця звужується. Вкрито кістковими пластинками, розташованими у 2 рядки. Спинний плавець доволі довгий. Жировий плавець невеличкий з гострим шипом. Грудні та черевні плавці маленькі. Анальний плавець витягнутий донизу. Хвостовий плавець ліроподібної форми.
Забарвлення бежево-золотаве з зеленуватим відливом. Голова й тулуб блискучого кольору, смарагдового кольору. Верхня частина спини коричнева з оливковим відливом. Черево світло-жовте. Спинний, жировий та хвостовий плавці коричневі, інші — оливково-бурі.

## Спосіб життя
Зустрічається в річках з помірною течією, де багато рослинності. Дихає за допомогою зябер та завдяки особливій будові кишківника. Утворює невеличкі косяки. Тримається ґрунту, який обстежує в пошуках здобичі. Доволі полохлива рибка. Активна переважно у присмерку. Живиться дрібними ракоподібними, хробаками, личинками комах.
Статева зрілість настає у 1,5—2 роки. Самиця відкладає 800—1100 ікринок, які прикріплює до пласкої поверхні або листя. Самець не охороняє кладку.

## Розповсюдження
Мешкає у річках Укаялі, Мараньон, Амазонка — в межах Колумбії, Еквадору, Перу та Бразилії.

## Утримання в акваріумі
Це зграйні рибки, бажано утримувати їх по декілька штук в одному акваріумі. Акваріум об'ємом від 30 літрів з заростями рослин, укриттями з каміння і корчів повинен бути закритий зверху, тому що ці соми можуть вистрибувати з води. Утримання при температурі води 20-26, pH 7,0—7,6, твердість не має вирішального значення. Годують живим та сухим кормом, що опускається на дно.